# Parti ouvrier social-démocrate ukrainien
 (mars 2018).
Si vous disposez d'ouvrages ou d'articles de référence ou si vous connaissez des sites web de qualité traitant du thème abordé ici, merci de compléter l'article en donnant les références utiles à sa vérifiabilité et en les liant à la section « Notes et références ».
Le Parti ouvrier social-démocrate ukrainien (USDRP) est un parti politique marxiste fondé en décembre 1905 à la suite de l'implosion du Parti révolutionnaire ukrainien. Ce parti jouera un rôle essentiel dans la création de l'État ukrainien en 1917 avec le Parti ukrainien des socialistes révolutionnaires (UPSR).
De premier plan parmi les membres fondateurs se trouvaient notamment Dmytro Antonovytch, Dmytro Dontsov, Andry Livytsky, Borys Martos, Andriy Jouk, Lev Matsyevytch, Isaac Mazepa, Mykola Porch (idéologue et premier leader), Symon Petlioura et Volodymyr Vynnytchenko.

## Historique
Fondé en 1905, l'USDRP adopta le programme social-démocrate allemand Erfurt. En 1906, l'USDRP subit des arrestations massives et de nombreux conflits internes eurent lieu. En mars 1907, après son congrès, le Parti était en sommeil. Toutefois, ses membres coopérèrent avec les mencheviks et le Bund. Beaucoup de ses membres éminents fuirent vers la Galicie et l'Europe centrale, où ils se sont officiellement unis avec le Parti social-démocrate ukrainien Spilka à la fin de l'année 1911.
Pendant la Première Guerre mondiale, plusieurs d'entre eux étaient actifs dans l'Union pour la libération de l'Ukraine. Dans la première décennie de son existence, l'USDRP publia Vil'na Ukraïna (1906), Nasha Douma (1907) à Saint-Pétersbourg, Borot'ba (1906), Slovo (de 1907 à 1909) à Kiev et Sotsiial-Démocrate (1907) à Poltava.
L'USDRP se réactiva après la Révolution de Février 1917. Lors de sa conférence à Kiev les 17 et 18 avril 1917, le Parti vota en faveur de l'autonomie ukrainienne et soutint la création d'une fédération avec une Russie démocratique. Plus tard, il adopta une position en faveur de l'indépendance. En juillet 1917 se déroula le premier Congrès des travailleurs ukrainiens. Bien que l'USDRP fut le plus important des partis ukrainiens, il n'avait pas le soutien des masses en raison de sa position prudente sur la socialisation de la terre.
Il n'en fut pas pour autant peu influent puisqu'il participa activement à la direction de la Rada centrale qui était constituée d'une coalition de partis socialistes. Volodymyr Vynnytchenko fut vice-président de la Rada et également Secrétaire général. Symon Petlioura, Mykola Porch, Valentyn Sadovsky et Mykhaïlo Tkachenko tinrent quant à eux des portefeuilles. Vynnytchenko servit comme premier ministre jusqu'au 30 janvier 1918.
Sous l'aile droite du gouvernement de l'Hetmanat, l'USDRP souffrit de la répression. Petlioura et Vynnytchenko ainsi que d'autres dirigeants furent emprisonnés. Le Parti participa à l'Union Nationale Ukrainienne qui mena l'insurrection victorieuse contre le gouvernement de l'Hetmanat et l'Armée allemande. Le Parti prit alors le pouvoir en décembre 1918, restaurant la République populaire ukrainienne. Volodymyr Vynnytchenko en fut le président et Symon Petlioura devint le commandant en chef de l'Armée. Volodymyr Tchekhivsky servit comme premier ministre. Dmytro Antonovytch, Borys Martos, Borys Matiouchenko, Vasyl Mazurenko et Leonid Mykhaïliv furent responsables de portefeuille jusqu'en février 1919.
Au quatrième congrès de l'USDRP qui se tint du 10 au 12 janvier 1919, une scission eut lieu. L'aile gauche, qui prôna la primauté des paysans et des conseils ouvriers dans une république socialiste ukrainienne indépendante, se détacha et forma un nouveau parti du même nom. Pour les distinguer de l'USDRP, ils sont nommés Les indépendantistes. Au niveau national, ce parti préconisa une République soviétique indépendante ukrainienne et accusa le Parti communiste d'Ukraine d'être une organisation étrangère obsédée par la violence rejetant les droits nationaux des Ukrainiens. Ils furent soutenus militairement par Danylo Zeleny, un seigneur de guerre qui combattit les Blancs, les Rouges et les troupes du Directoire.
Les indépendantistes quittèrent officiellement l'USDRP en janvier 1919, lors du sixième congrès du Parti. Ce dernier ayant rejeté leur requête de transformer la République nationale ukrainienne en une république soviétique. Plus tard ce Parti se scindera, son aile gauche devint Les Borobistes, les autres l'Ukapisty.
La faction majoritaire de l'USDRP préconisa la démocratie, la socialisation progressive des secteurs économiques clés et la défense de la République populaire ukrainienne et de son Directoire. Lors du Congrès du travail en janvier 1919, ses délégués votèrent en faveur d'un parlement démocratique et la mise en œuvre de grandes réformes sociales.
Lorsque le nouveau Premier ministre, Serhy Ostapenko (non membre de l'USDRP), commença les pourparlers pour parvenir à un accord avec les puissances de l'Entente en février 1919, l'USDRP demanda à ses membres au sein du Conseil des ministres nationaux de la République nationale ukrainienne de démissionner. Volodymyr Vynnytchenko démissionna et émigra avec ses partisans.
Il fut remplacé par Symon Petlioura qui démissionna de l'USDRP pour devenir le nouveau chef du Directoire de la République nationale ukrainienne. Une partie de l'USDRP restante en Ukraine, y compris les membres du Comité central comme Andry Livytsky, Ivan Romanchenko et Mykola Chadloun, continuèrent à soutenir le Directoire. Borys Martos devint Premier ministre jusqu'en août, Livytsky vice-premier ministre, Isaac Mazepa, Chadloun et Hryhory Syrotenko obtinrent des portefeuilles. Mazepa servit comme Premier ministre d'août 1919 à mai 1920.
Du 9 au 13 septembre 1919, se tint une conférence du Parti à Vienne. Les membres du Comité central, dont Volodymyr Vynnytchenko, exigèrent que l'USDRP retire son soutien au Directoire de Symon Petlioura. Après avoir perdu le vote sur leur motion, ils quittèrent l'USDRP et constituèrent une branche de l'Ukapisty. Il s'agit du Parti communiste ukrainien, mais opposé au Parti communiste d'Ukraine constitué par la Russie bolchévique.
Bien que l'USDRP ne fit pas partie du gouvernement en exil de la République populaire ukrainienne, il lui resta fidèle et l'ancien membre de l'USDRP, Andry Livytsky, servit comme premier ministre jusqu'en 1947.
Après la Seconde Guerre mondiale, les anciens membres de l'USDRP aidèrent à fonder le Conseil national ukrainien en 1947 et le Parti socialiste d'Ukraine (1950). L'USDRP fut interdit dans l'Ukraine soviétique.